# Charles Léon Taillevis de Périgny
Pour les articles homonymes, voir Périgny.
Charles Léon Taillevis de Périgny, né le 13 mai 1730 à Saint-Cyr-du-Gault et décédé le 31 décembre 1795 à Paris, homme politique français, député aux États généraux de 1789. Colonel dans les régiments des colonies et chevalier de Saint-Louis, il est élu par la colonie de Saint-Domingue.

## Sources
- « Charles Léon Taillevis de Périgny », dans Adolphe Robert et Gaston Cougny, Dictionnaire des parlementaires français, Edgar Bourloton, 1889-1891 [détail de l’édition]